# Municipio de Yorktown (Dakota del Norte)
El municipio de Yorktown (en inglés: Yorktown Township) es un municipio ubicado en el condado de Dickey en el estado estadounidense de Dakota del Norte. En el año 2010 tenía una población de 50 habitantes y una densidad poblacional de 0,54 personas por km².

## Geografía
El municipio de Yorktown se encuentra ubicado en las coordenadas 46°9′12″N 98°19′1″O / 46.15333, -98.31694. Según la Oficina del Censo de los Estados Unidos, el municipio tiene una superficie total de 92.73 km², de la cual 92,73 km² corresponden a tierra firme y (0 %) 0 km² es agua.

## Demografía
Según el censo de 2010, había 50 personas residiendo en el municipio de Yorktown. La densidad de población era de 0,54 hab./km². De los 50 habitantes, el municipio de Yorktown estaba compuesto por el 100 % blancos. Del total de la población el 0 % eran hispanos o latinos de cualquier raza.